# 連雲駅
連雲駅（れんうんえき、中文表記: 连云站、英文表記: Lianyun Railway Station）は、中華人民共和国江蘇省連雲港市連雲区連雲街道にある中国鉄路総公司(CR)上海鉄路局が管轄する貨物駅である。

## 利用可能な鉄道路線
- 中国鉄路総公司
  - 隴海線：起点駅、蘭州駅終点まで1,759km

## 沿革
- 1925年 - 隴海線が海州、新浦（現連雲港市）までレールを敷設する。
- 1933年 - 隴海鉄路局は海州湾の漁村に港を建設する。港は連島と雲台山との間に位置するため連雲港と名づけられた。
- 1935年 - 隴海線が連雲港の埠頭まで延伸し、起点駅として連雲港駅を建設する。駅ビルには、鉄道、港、税関の管理事務所があった。
- 2004年 - 新浦駅を連雲港駅に、連雲港駅を連雲港東駅に、連雲港西駅を雲台山駅にそれぞれ改称[1]。
- 2009年11月11日 - 中雲駅を拡張し、隴海線における旅客駅の起点駅とするため、連雲港東駅と改称する。連雲港東駅を連雲駅と改称し、旅客扱いを中止する[2]。

## 旧駅舎
旧駅舎は、連雲港の近代の重要な史跡および中華民国を代表する建築物である連雲港駅旧址（连云港火车站旧址）として、江蘇省の文物保護単位に指定されている。2013年10月には鉄道歴史博物館に改築され、公開されている。

## 隣の駅
中国鉄路総公司
隴海線
連雲駅(貨物駅) - 墟溝駅（貨物駅） - 連雲港東駅